# Jacques Companeez
Jacques Companeez, född 5 mars 1906 i Sankt Petersburg i Ryssland, död 9 september 1956 i Paris, var en fransk manusförfattare. Han var far till Nina Companéez.

## Filmmanus i urval
- 1937 - Forfaiture
- 1946 - Det kommer en vän i kväll
- 1950 - Hittegods
- 1952 - Möte under stjärnorna
- 1953 - Sällskap för natten
- 1956 - Häxan
- 1956 - I mordets skugga